# Primer ministre de Laos

Blasó de Laos.

Aquesta és la llista dels primers ministres de Laos des de la independència el 1945.

## Regne de Laos (1945-1975)
| #  | Nom                                              | naixement - mort | Començament del govern | Fi del govern          | Partit                                      |
| -- | ------------------------------------------------ | ---------------- | ---------------------- | ---------------------- | ------------------------------------------- |
| 1  | Príncep Phetsarath Rattanavongsa                 | 1890-1959        | 15 de setembre de 1945 | 20 d'octubre de 1945   | sense partit                                |
| 2  | Phaya Khammao president del govern provisional   | 1911-1984        | 20 d'octubre de 1945   | 23 d'abril de 1946     | Lao Issara                                  |
| 3  | Príncep Kindavong                                | 1900-1951        | 23 d'abril de 1946     | 15 de març de 1947     | cap                                         |
| 4  | Príncep Souvannarath                             | 1893-1960        | 15 de març de 1947     | 25 d'abril de 1948     | neutral                                     |
| 5  | Príncep Boun Oum Na Champasak                    | 1912-1980        | 25 de març de 1948     | 24 de febrer de 1950   | neutral                                     |
| 6  | Phoui Sananikone                                 | 1903-1983        | 24 de febrer de 1950   | 15 d'octubre de 1951   | neutral                                     |
| 7  | Príncep Savang Vatthana                          | 1907-1978?       | 15 d'octubre de 1951   | 21 de novembre de 1951 | sense partit                                |
| 8  | Príncep Souvanna Phouma                          | 1901-1984        | 21 de novembre de 1951 | 25 d'octubre de 1954   | Phak Xat Kao Na                             |
| 9  | Katay Don Sasorith                               | 1904-1959        | 25 d'octubre de 1954   | 21 de març de 1956     | Phak Xat Kao Na                             |
| 10 | Príncep Souvanna Phouma                          | 1901-1984        | 21 de març de 1956     | 17 d'agost de 1958     | Phak Xat Kao Na                             |
| 11 | Phoui Sananikone                                 | 1903-1983        | 17 d'agost de 1958     | 31 de desembre de 1959 | neutral                                     |
| 12 | Sounthone Pathammavong Cap de las fòrças armadas | 1911-            | 31 de desembre de 1959 | 7 de gener de 1960     | Comitè per la Defensa de l'interès nacional |
| 13 | Kou Abhay                                        | 1892-1964        | 7 de gener de 1960     | 3 de juny de 1960      | sense partit                                |
| 14 | Príncep Somsanith Vongkotrattana                 | 1913-1975        | 3 de juny de 1960      | 15 d'agost de 1960     | sense partit                                |
| 15 | Príncep Souvanna Phouma                          | 1901-1984        | 30 d'agost de 1960     | 13 de desembre de 1960 | Partit neutral                              |
|    | Quinim Pholsena no reconegut                     | 1915-1963        | 11 de desembre de 1960 | 13 de desembre de 1960 | Partit per la Pau i Neutralitat             |
|    | Príncep Boun Oum Na Champasak                    | 1912-1980        | 13 de desembre de 1960 | 23 de juny de 1962     | neutral                                     |
|    | Príncep Souvanna Phouma                          | 1901-1984        | 23 de juny de 1962     | 2 de desembre de 1975  | Partit neutral                              |

Entre desembre de 1959 i desembre de 1960 Laos va tenir 6 primers ministres, que van ser deposats per cops d'estat.

## República Democràtica Popular de Laos (1975 fins a l'actualitat)
| # | Nom                   | Imatge               | Començament del govern | Fi del govern          |
| - | --------------------- | -------------------- | ---------------------- | ---------------------- |
| 1 | Kaysone Phomvihane    | Kaysone Phomvihane   | 8 de desembre de 1975  | 15 d'agost de 1991     |
| 2 | Khamtai Siphandon     |                      | 15 d'agost de 1991     | 24 de febrer de 1998   |
| 3 | Sisavath Keobounphanh |                      | 24 de febrer de 1998   | 27 de març de 2001     |
| 4 | Bounnhang Vorachith   | Escut                | 27 de març de 2001     | 8 de juny de 2006      |
| 5 | Bouasone Bouphavanh   | Bouasone Bouphavanh  | 8 de juny de 2006      | 23 de desembre de 2010 |
| 6 | Thongsing Thammavong  | Thongsing Thammavong | 23 de desembre de 2010 | actualitat             |